# Regula Rapp

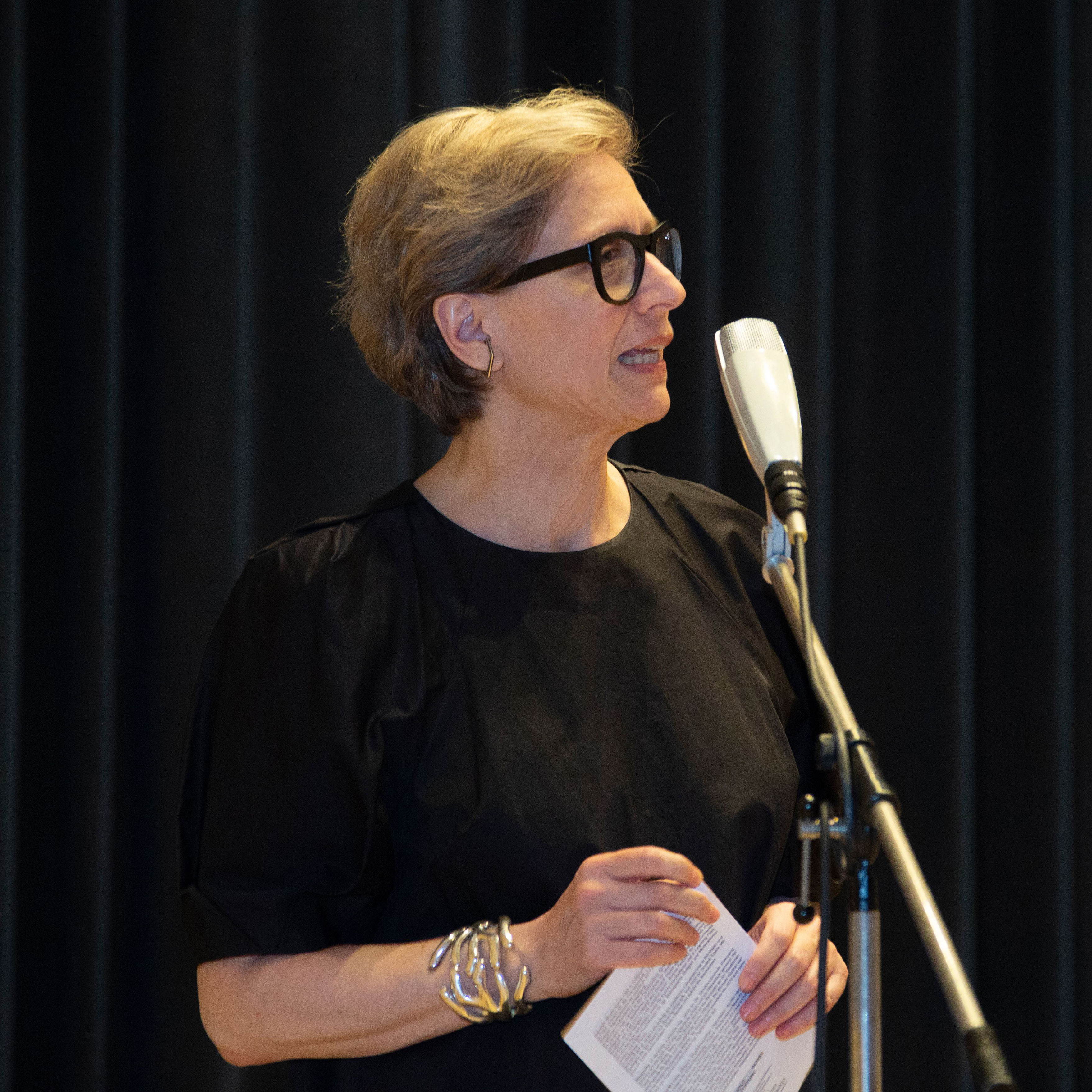
Regula Rapp (Juli 2020)

Regula Rapp (* 1961 in Konstanz am Bodensee) ist eine deutsche Musikwissenschaftlerin, Opern-Dramaturgin und Hochschulrektorin. Von 2012 an war sie Rektorin der Staatlichen Hochschule für Musik und Darstellende Kunst Stuttgart,  seit April 2022 ist sie die Direktorin der Barenboim-Said-Akademie Berlin.

## Werdegang
Ab 1980 studierte Regula Rapp „Historische Tasteninstrumente“ (Hauptfach Cembalo) an der Hochschule der Künste Berlin (heute Universität der Künste Berlin) sowie Musikwissenschaft, Philosophie und Kunstgeschichte an der Technischen Universität Berlin. 1990 wurde sie promoviert mit einer Arbeit über die Konzerte für Tasteninstrument und Streicher von Johann Gottfried Müthel (Berliner Musikwissenschaftliche Arbeiten Nr. 40, Rudolf Stephan (Hrsg.)).

## Stipendium und Fellowships
- Promotionsstipendium der Studienstiftung des deutschen Volkes
- 1998/99 Fellow am Wissenschaftskolleg zu Berlin
- Herbst 2004/Frühjahr 2005 Fellow am Internationalen Forschungszentrum Kulturwissenschaften Wien
- 2012 Trotter-Visiting-Professorship an der University of Oregon in Eugene

## Positionen und Ämter
Von 1992 bis 1998 war Regula Rapp zunächst wissenschaftliche Mitarbeiterin, dann stellvertretende Leiterin der Schola Cantorum Basiliensis, Hochschule für Alte Musik in Basel (CH). Von 1999 bis 2005 bekleidete sie den Posten der Chefdramaturgin an der Staatsoper Unter den Linden Berlin (Generalmusikdirektor Daniel Barenboim, Intendanz Georg Quander, ab 2002 Peter Mussbach). An der Staatsoper baute sie die Dramaturgie-Abteilung neu auf und richtete die Musiktheaterpädagogik ein. In dieser Position zeichnete sie unter anderem für das vorklassische Repertoire verantwortlich – musikalisch wurde es von René Jacobs verantwortet. Als Gastdramaturgin war Rapp tätig für die Salzburger Festspiele (Sommer 2003, Wolfgang Amadeus Mozart: La clemenza di Tito, musikalische Leitung Nikolaus Harnoncourt, Regie Martin Kušej) sowie das Opernhaus Zürich (Winter 2003, Richard Strauss: Elektra, musikalische Leitung Christoph von Dohnányi, Regie: Martin Kušej).
Von 2005 bis 2012 hatte Regula Rapp das Amt der Rektorin der Schola Cantorum Basiliensis Basel inne.
Seit 1. April 2012 ist sie Rektorin an der Staatlichen Hochschule für Musik und Darstellende Kunst Stuttgart; 2015 wurde sie zur Rektorin der Musik-Universität Wien gewählt, trat dieses Amt jedoch nicht an. 2019 erfolgte die Wiederwahl zur Rektorin in Stuttgart, Regula Rapps zweite Amtszeit dort begann am 1. April 2020.
Am 15. November 2021 wurde Regula Rapp als Nachfolgerin des Gründungsrektors Michael Naumann zur neuen Rektorin der Barenboim-Said-Akademie Berlin gewählt; am 1. April 2022 trat sie ihr neues Amt an.

## Veröffentlichungen
Rapp veröffentlichte zur Instrumentalmusik des 18. bis frühen 20. Jahrhunderts, zu aufführungspraktischen Themen und zur Oper des 18. bis 20. Jahrhunderts, zuletzt hielt sie die Stiftsrede 2019 des Evangelischen Stifts in Tübingen.
- Musikstädte der Welt. Stuttgart. Laaber, 1992
- Hans-Martin Linde, Regula Rapp (Hrsg.): Provokation und Tradition. Erfahrungen mit der Alten Musik. Stuttgart/Weimar 2000, ISBN 3-476-01663-3.

## Ehrenämter
Seit Sommer 2020 ist Rapp Mitglied des Rundfunkrats des Südwestrundfunks (SWR), seit dem Frühjahr desselben Jahres bis zum November 2022 war sie auch Vorsitzende des Kuratoriums der Stiftung Kinderland der Baden-Württemberg-Stiftung, außerdem ist sie seit 2020 Mitglied des Fachhochschulrats der Hochschule Luzern.
2016 bis 2019 (Wiederwahl 2018) war sie die Vorsitzende der Landesrektorenkonferenz der Musikhochschulen Baden-Württemberg; außerdem:
- Mitglied im International Board des Internationalen Forschungszentrum für Kulturwissenschaften Wien
- Stiftungsrätin der Kiefer Hablitzel Stiftung Bern
- Kuratorium der Stiftung Sing-Akademie zu Berlin
- Mitglied im Kuratorium der Internationalen Bach-Akademie Stuttgart
- 2015 bis 2020 Mitglied, seit 2017 Vorsitz des Migros-Kulturprozent-Wettbewerbs in der Sparte Gesang